# Phtheochroa cymatodana
Phtheochroa cymatodana es una especie de polilla de la familia Tortricidae. La envergadura es de 19 mm. Se han registrado vuelos en adultos de mayo a junio.

## Distribución
Se encuentra en Francia y en España.